# (31516) Leibowitz
1999 CX101 (asteroide 31516) é um asteroide da cintura principal. Possui uma excentricidade de 0.14749650 e uma inclinação de 5.50203º.
Este asteroide foi descoberto no dia 10 de fevereiro de 1999 por LINEAR em Socorro.